# Muath Al-Kasasbeh
Muath Safi Yousef Al-Kasasbeh (en árabe: معاذ صافي يوسف الكساسبة‎; 29 de mayo de 1988, Al Karak - 3 de enero de 2015, Rakka) fue un piloto de la Real Fuerza Aérea Jordana. Las fuerzas yihadistas del Estado Islámico capturaron y quemaron con vida a Al-Kasasbeh.

## Origen
Nació en 1988 en la localidad jordana de Karka, de 20.000 habitantes, criándose en una familia musulmana suní. Tenía siete hermanos, y su padre es un profesor de educación física jubilado y casado.

## Carrera
Devoto musulmán, se graduó en el colegio militar Rey Husein en 2009 y tres años más tarde se convirtió en piloto de la fuerza aérea jordana. Fue, efectivamente, el primero de aquella promoción. Recién se había casado, cuando fue convocado con otros jóvenes para representar a Jordania en la guerra contra el Estado Islámico.

## Combate, captura y ejecución
El día de Nochebuena, participaba en la coalición por aire cuando los yihadistas derribaron su avión con baterías antiaéreas, y se estrelló en la ciudad de Raqqa, bastión del Estado Islámico en Siria. Los terroristas le capturaron de inmediato. Tanto Jordania como la coalición intentaron sin éxito negociar su liberación.
Finalmente, los yihadistas terminaron quemando vivo en una jaula a Muath al-Kasasbeh el 3 de enero de 2015, y semanas después publicaron el vídeo de su ejecución, con música de fondo y efectos de animación. Tras la muerte de Al-Kasasbeh hubo múltiples manifestaciones contra el terrorismo en su país y el propio rey jordano lideró un ataque contra el Estado Islámico pilotando un bombardero.